# Jett Jackson: The Movie
Jett Jackson: Filmul (titlu original: Jett Jackson: The Movie) este un film american de televiziune din 2001 regizat de Shawn Levy și scris de Bruce Kalish, bazat pe serialul de televiziune The Famous Jett Jackson din 1998–2001. Rolurile principale au fost interpretate de actorii Lee Thompson Young, Lindy Booth și Nigel Shawn Williams. A avut premiera la 8 iunie 2001, pe Disney Channel.

## Prezentare
Jett Jackson (Lee Thompson Young), tânăra vedetă care interpretează personajul principal din serialul de televiziune Silverstone, se gândește să renunțe la acest rol după ce i se acordă o prelungire a contractului de trei ani. Anunțul său în acest sens îi înfurie pe mulți, deoarece serialul a oferit locuri de muncă unui număr semnificativ de persoane din orașul său natal, Wilsted, Carolina de Nord. În timpul filmărilor a ceea ce ar putea fi ultimul episod din serie, Jett este absorbit accidental în lumea fictivă din Silverstone atunci când un obiect de recuzită nu funcționează cum trebuie. Silverstone este, de asemenea, aruncat în lumea lui Jett. În lumea lui Silverstone, Jett trebuie să salveze lumea de planurile malefice ale Dr. Kragg (Michael Ironside). Între timp, în Wilsted, spionul orfan Silverstone descoperă cum este să ai o casă și o familie relativ normale.

## Distribuție
- Lee Thompson Young - Jett Jackson
- Lindy Booth - Riley Grant
- Nigel Shawn Williams - Artemus
- Ryan Sommers Baum - JB Halliburton
- Kerry Duff - Kayla West
- Montrose Hagins - Miz Coretta
- Gordon Greene - Sheriff Wood Jackson
- Melanie Nicholls-King - Jules Jackson
- Michael Ironside - Dr. Kragg
- Jeff Douglas - Cubby
- Robert Bockstael - Mr. Dupree
- Tony Munch - Maury
- Andrew Tarbet - Deputy Booker Murray
- Vince Corazza - Plunkett